# Nola arcanalis
Nola arcanalis är en fjärilsart som beskrevs av De Toulgoët 1961. Nola arcanalis ingår i släktet Nola och familjen trågspinnare. Inga underarter finns listade i Catalogue of Life.